# ياسين منصور
محمود صلاح (ولد 61/1962) الملياردير المصري رجل الأعمال، صاحب إحدى شركات مجموعة منصور.

## الحياة الخاصة
له أخوين هم أيضا أصحاب مليارات: محمد منصور ويوسف منصور.

## الثروة
في مايو 2016، وقد قدرت فوربس صافي ثروته في 1.39 دولار أمريكي.

## الحياة الخاصة
متزوج ولديه أربعة أولاد ويقيم في القاهرة.